# Campionati spagnoli di triathlon
La Federazione spagnola di triathlon organizza, dal 1998, i Campionati spagnoli di triathlon, che si svolgono con cadenza annuale.

## Albo d'oro

### Uomini
| Anno | Oro                      | Argento                  | Bronzo                    |
| ---- | ------------------------ | ------------------------ | ------------------------- |
| 1989 | Carlos Santamaría Medel  |                          |                           |
| 1990 | Francisco Godoy          |                          |                           |
| 1991 | Francisco Godoy          |                          |                           |
| 1992 | Francisco Godoy          |                          |                           |
| 1993 | Francisco Godoy          | Jorge Puebla             | Borja Osés                |
| 1994 | Borja Osés               | Francisco Godoy          | Marcos Barrantes          |
| 1995 | José Miguel Barbany      | Xavier Llobet Sallent    | Ferrán Avilés             |
| 1996 | Xavier Llobet Sallent    |                          |                           |
| 1997 |                          |                          |                           |
| 1998 | Eneko Llanos Burguera    | Clemente Alonso McKernan | Hektor Llanos Burguera    |
| 1999 | Hektor Llanos Burguera   | Eneko Llanos Burguera    | Iván Raña Fuentes         |
| 2000 | José María Merchán       | Hektor Llanos Burguera   | Xavier Llobet Sallent     |
| 2001 | Iván Raña Fuentes        | José María Merchán       | Eneko Llanos Burguera     |
| 2002 | Iván Raña Fuentes        | José María Merchán       | Hektor Llanos Burguera    |
| 2003 | Eneko Llanos Burguera    | Iván Raña Fuentes        | Javier Gómez Noya         |
| 2004 | Iván Raña Fuentes        | Javier Gómez Noya        | Clemente Alonso McKernan  |
| 2005 | Carles Gil Sojo          | Clemente Alonso McKernan | José María Merchán        |
| 2006 | Javier Gómez Noya        | Iván Raña Fuentes        | José Manuel Tovar         |
| 2007 | Iván Raña Fuentes        | Eneko Llanos Burguera    | Ramón Ejeda Medina        |
| 2008 | José Manuel Tovar        | Iván Raña Fuentes        | Isaac López Carrion       |
| 2009 | Javier Gómez Noya        | José Manuel Tovar        | Eneko Llanos Burguera     |
| 2010 | Javier Gómez Noya        | Anton Ruanova            | Pedro Miguel Reig         |
| 2011 | Javier Gómez Noya        | Jésus Gomar              | Jorge Naranjo Vichot      |
| 2012 | Fernando Alarza          | Iván Raña Fuentes        | Uxío Abuin Ares           |
| 2013 | Jésus Gomar              | Anton Ruanova            | David Castro Fajardo      |
| 2014 | Uxío Abuín Ares          | Pablo Dapena Gonzalez    | Antonio Benito Lopez      |
| 2015 | Nan Oliveras             | David Castro Fajardo     | Uxío Abuin Ares           |
| 2016 | Fernando Alarza          | David Castro Fajardo     | Pablo Dapena Gonzalez     |
| 2017 | Francesc Godoy Contreras | Pablo Dapena Gonzalez    | Ricardo Hernandez Marrero |
| 2018 | Roberto Sanchez Mantecon | Uxío Abuín Ares          | Ignacio González García   |

### Donne
| Anno | Oro                       | Argento                    | Bronzo                   |
| ---- | ------------------------- | -------------------------- | ------------------------ |
| 1989 |                           |                            |                          |
| 1990 |                           |                            |                          |
| 1991 |                           |                            |                          |
| 1992 |                           |                            |                          |
| 1993 | Catherine Davies          | Laura Luetich              | Virginia Berasategui     |
| 1994 | Virginia Berasategui Luna | Luisa Gómez                | Nerea Martínez Urruzola  |
| 1995 | Maribel Blanco Velasco    | Marisa Gómez               | Nerea Martínez Urruzola  |
| 1996 | Virginia Berasategui Luna |                            |                          |
| 1997 | Maribel Blanco Velasco    | Virginia Berasategui Luna  |                          |
| 1998 | Maribel Blanco Velasco    | Virginia Berasategui Luna  | Clara Arribas            |
| 1999 | Maribel Blanco Velasco    | Teresa Freixa Cos          | Maria Bravo Zuñiga       |
| 2000 | Ana Burgos Acuña          | Pilar Hidalgo              | Nuria Padrisa Rovira     |
| 2001 | Virginia Berasategui Luna | Maribel Blanco Velasco     | Ana Burgos Acuña         |
| 2002 | Ana Burgos Acuña          | Pilar Hidalgo              | Virginia Berasategui     |
| 2003 | Pilar Hidalgo             | Nuria Padrisa Rovira       | Marta Jiménez Jiménez    |
| 2004 | Pilar Hidalgo             | Ana Burgos Acuña           | Ainhoa Murúa Zubizarreta |
| 2005 | Ana Burgos Acuña          | Ainhoa Murúa Zubizarreta   | Marina Damlaimcourt      |
| 2006 | Ana Burgos Acuña          | Ainhoa Murúa Zubizarreta   | Soraya Pérez Ortiz       |
| 2007 | Ainhoa Murúa Zubizarreta  | Virginia Berasategui       | Pilar Hidalgo            |
| 2008 | Marina Damlaimcourt       | Ainhoa Murúa Zubizarreta   | Ana Burgos Acuña         |
| 2009 | Eva Ledesma Calvet        | Zuriñe Rodríguez Sanchez   | Neus Cayla               |
| 2010 | Ainhoa Murúa Zubizarreta  | Ana Burgos Acuña           | Zuriñe Rodríguez Sanchez |
| 2011 | Ainhoa Murúa Zubizarreta  | Maria Pujol                | Stéphanie Dominguez      |
| 2012 | Ainhoa Murúa Zubizarreta  | Carolina Routier           | Aida Valiño              |
| 2013 | Ainhoa Murúa Zubizarreta  | Carolina Routier           | Marta Jiménez Jiménez    |
| 2014 | Miriam Casillas Gómez     | Tamara Gómez Garrido       | Sara Bonilla Bernardez   |
| 2015 | Tamara Gómez Garrido      | Anna Godoy Contreras       | Anna Flaquer             |
| 2016 | Miriam Casillas Gómez     | Anna Godoy Contreras       | Sara Pérez Sala          |
| 2017 | Sara Pérez Sala           | Sara Bonilla Bernardez     | Marta Sanchez            |
| 2018 | Xisca Tous                | Cecilia Santamaria Surroca | Ana Mariblanca Juanas    |